# Famille Ben Ayed
Pour les articles homonymes, voir Ayed.
Cette page explique l’histoire ou répertorie les différents membres de la famille Ben Ayed.
 (mai 2014).
Si vous disposez d'ouvrages ou d'articles de référence ou si vous connaissez des sites web de qualité traitant du thème abordé ici, merci de compléter l'article en donnant les références utiles à sa vérifiabilité et en les liant à la section « Notes et références ».
La famille Ben Ayed est une famille de la notabilité tunisoise appartenant au makhzen beylical, originaire de Djerba,.
Elle descend d'une tribu de souche arabique, issue du clan des Banu Sulaym et installée entre le sud de la Tunisie et la Tripolitaine. Le fondateur de la branche tunisoise est Kacem Ben Ayed, caïd de Djerba sous le règne de Hussein Ier Bey. Son fils Ali, lui-même caïd, soutient les fils d'Hussein Ier Bey, Mohamed Rachid Bey et Ali Ier Bey lors de la guerre civile contre les pachistes, vers 1750.
Cette famille compte parmi l'élite du commerce méditerranéen de l'armement corsaire ou marchand, au XVIIIe et au début du XIXe siècle, et du makhzen sous le règne beylical husseinite, en donnant d'illustres caïds-gouverneurs dans plusieurs régions jusqu'aux années 1950. L'un d'eux, Mahmoud Ben Ayed, détourne les fonds de l'État avec Mustapha Khaznadar au XIXe siècle ; sa descendance vit entre l'Égypte et la Turquie, une autre lignée, dont est issu le docteur Hassouna Ben Ayed, s'installe à Djerba à la fin du XIXe siècle.
La présence des Ben Ayed est marquée sur le plan architectural par des palais dont celui de la rue de l'École dans la médina de Tunis, celui de l'Ariana devenu hôtel de ville et celui de La Marsa devenu résidence de l'ambassadeur du Royaume-Uni, tous objets d'étude de Jacques Revault, membre du groupe de recherches et d'études sur le Proche-Orient. Dans l'île de Djerba se trouve le Ksar Ben Ayed, palais construit par Hmida Ben Ayed.

## Personnalités
- Abderrahmane Ben Ayed (v. 1800-1835), caïd-gouverneur
- Ali Ben Ayed (?-1778), caïd-gouverneur
- Aly Ben Ayed (1930-1972), acteur
- Hassouna Ben Ayed (1926-2010), médecin
- Hmida Ben Ayed (?-1817), caïd-gouverneur
- Hmida Ben Ayed (1823-1897), caïd-gouverneur et entrepreneur
- Kacem Ben Ayed (?-1763), caïd-gouverneur
- Mahmoud Ben Ayed (1805-1880), caïd-gouverneur, conseiller et ministre
- Mohamed Ben Ayed (?-1853), caïd-gouverneur, conseiller et ambassadeur
- Rajeb Ben Ayed (?-1801), caïd-gouverneur

Une autre famille Ben Ayed est originaire de Sfax ; Abdelwahab Ben Ayed figure parmi les grands entrepreneurs tunisiens à partir des années 1970.